# Bise
A bise é um vento característico do sector Norte a Noroeste que sopra no planalto suíço, na bacia lemánica assim como  na região de Lyon e na Franche-Comté.
Relativamente frio e seco, é reconhecido como sinal de bom tempo porque aparece depois de um tempo chuvoso e limpa a atmosfera, contrariamente à bise noir (bise escura) que sopra quando o tempo está coberto e mesmo chuvoso.
Na realidade a bise levanta-se (é um vento) depois da passagem de uma frente fria que marca o fim de uma perturbação.

## Duração
Diz-se na Suíça romanda que só sopra um numero impar de dias - 3, 6 ou 9 dias - mas estudos realizados em 1863 e 1947 afirmam que é há bise de 1  e 2 dias é o mais frequente . A bise é mais frequente na primavera do que no resto do ano.

## Intensidade
Geralmente é um vento fraco (10-15 km/h) ou moderado (< 40 km/h) mas podem ter pontas a 90 km/h. Em 2005 registaram-se ventos catastróficos a 178 km/h , e quando o frio se junta ao vento as temperaturas podem ser glaciais . Por vezes os resultados são feéricos como nos  invernos de 1997, 2005 ou de 2011.

## Imagens
Efeitos da bise e do frio, Versoix,  Suíça 

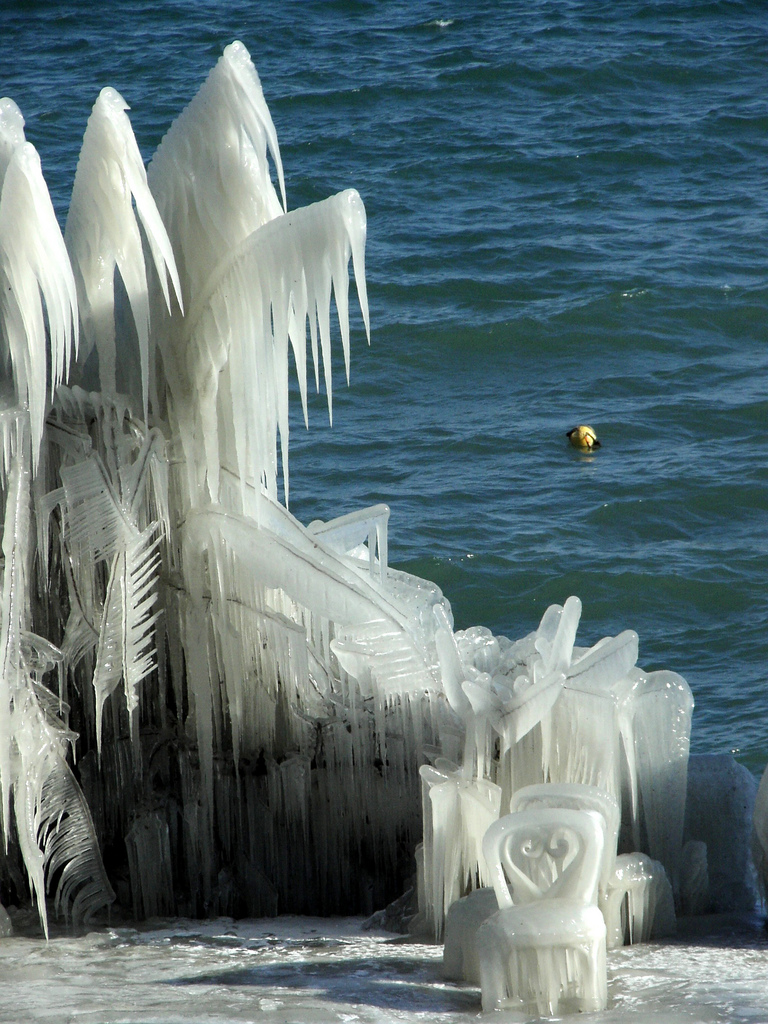
Versoix, January 2005
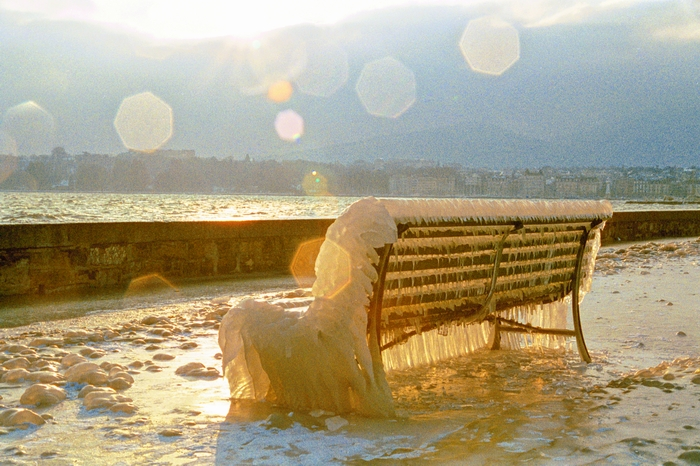
Versoix, 2005
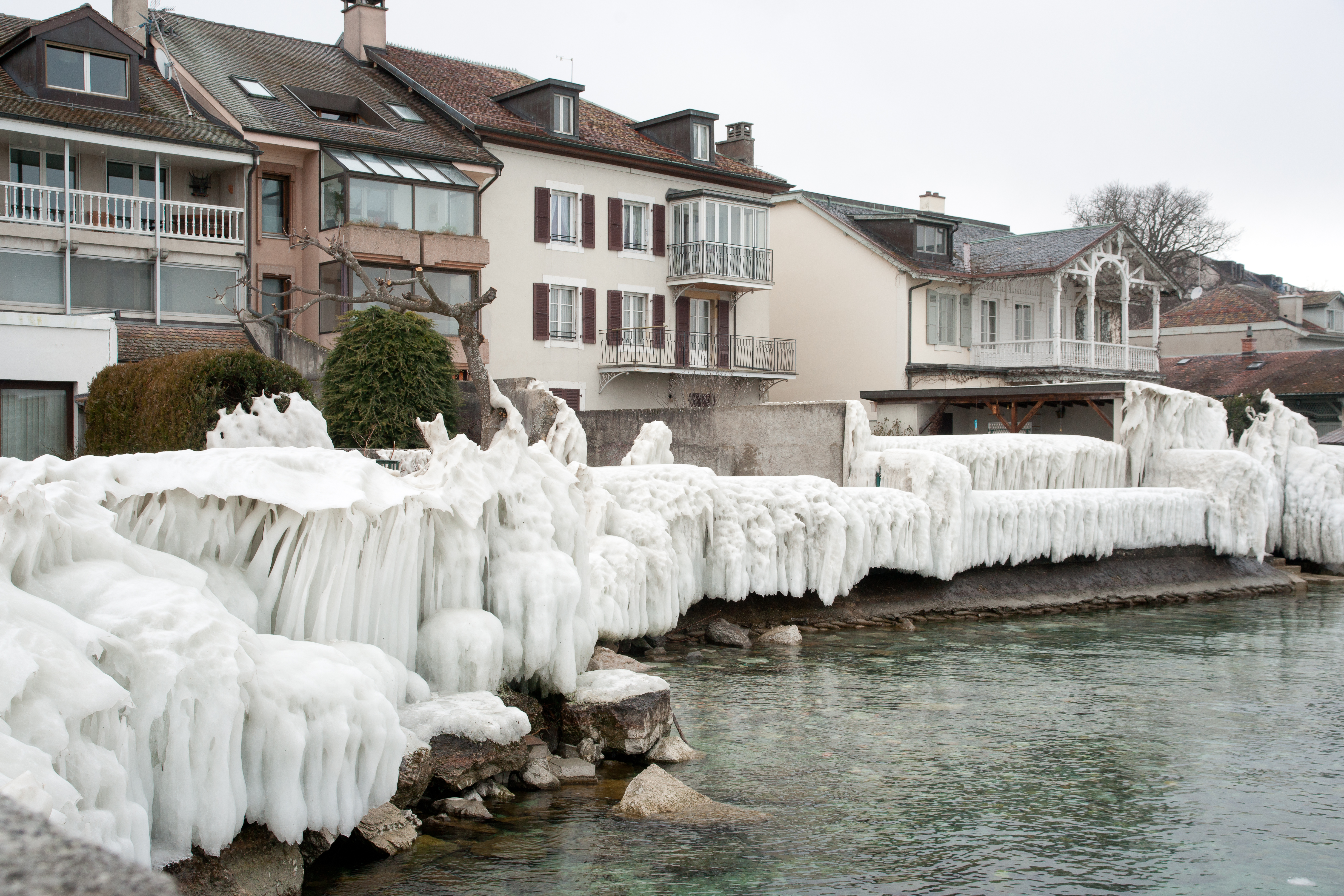
Versoix, February 2012
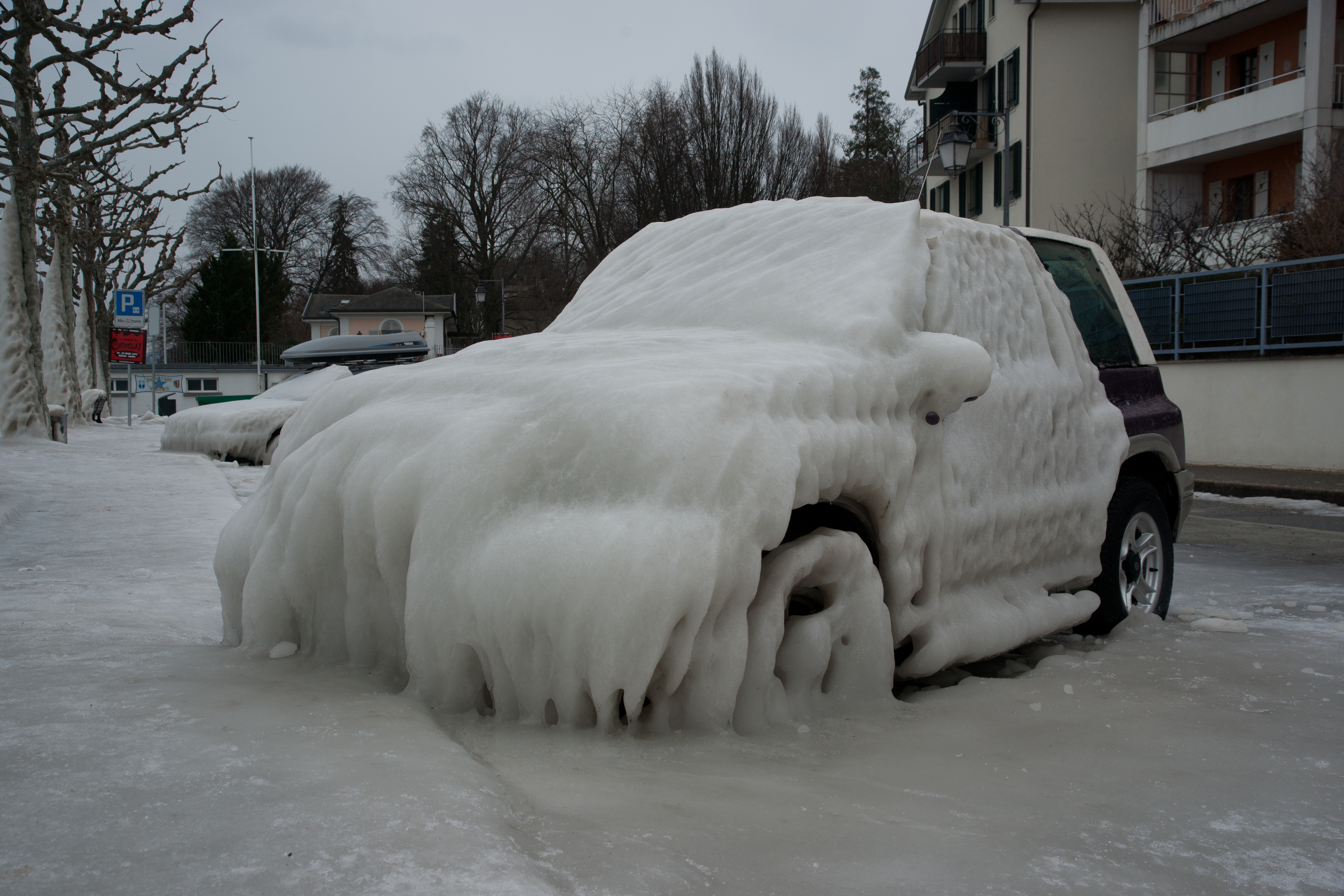
Versoix, February 2012